# Diario de viaje de un filósofo
Diario de viaje de un filósofo (en alemán Das Reisetagebuch eines philosophen) es un ensayo de 1919 del filósofo alemán Hermann Graf Keyserling.

## Sinopsis
Diario de viaje de un filósofo, obra publicada en Múnich en 1919, convirtió a Keyserling de la noche a la mañana en un filósofo de renombre. Inspirado en sus propios interrogantes, sus viajes alrededor del mundo dan forma a una comprensión en la que se enhebra la propia experiencia vital enriquecida con un conocimiento profundo de las diferentes formas de pensamiento y de religión.
No es ni un libro de filosofía teórica ni un tratado pragmático. El autor procede a modo de examen de conciencia, pasando revista a las diferentes conquistas del pensamiento. Su libro es un inventario, una síntesis, un juicio en el que los problemas filosóficos no tienen otro valor que el que puedan aportar como materia de experiencia humana.